# Ayer 2
Ayer 2 è un singolo del rapper portoricano Anuel AA e del disc jockey DJ Nelson, pubblicato il 9 giugno 2017.

## Tracce
1. Ayer 2 – 5:42